# Державна регуляторна служба України
Держа́вна регулято́рна слу́жба Украї́ни (ДРС) утворена 24 грудня 2014 через «реорганізацію шляхом перетворення» Державної служби України з питань регуляторної політики та розвитку підприємництва.

## Історія
Фактичним попередником ДРС був Державний комітет України з питань регуляторної політики та підприємництва. 
На його місці 19 грудня 2011 була створена Державна служба України з питань регуляторної політики та розвитку підприємництва, як центральний орган виконавчої влади України. Згодом ця служба була «реорганізована шляхом перетворення» в Державну регуляторну службу України.

## Функції
Положення про ДРС визначає її як центральний орган виконавчої влади, діяльність якого спрямовується і координується Кабінетом Міністрів України і який реалізує державну регуляторну політику, політику з питань нагляду (контролю) у сфері господарської діяльності, ліцензування та дозвільної системи у сфері господарської діяльності та дерегуляції господарської діяльності.
Кабінет Міністрів України спрямовує і координує діяльність цієї служби через міністра економічного розвитку і торгівлі України, але не оперативно, а через нормативні акти.
При цій службі функціонує експертно-апеляційна рада, що розглядає скарги підприємців з питань ліцензування.

## Керівники
Розпорядженням КМУ від 9 січня 2015 № 1-р Головою Державної регуляторної служби України призначена Ляпіна Ксенія Михайлівна. Звільнена з посади 9 жовтня 2019.
Т.в.о. Голови — Мірошніченко Олег Миколайович.
Розпорядженням КМУ від 13 січня 2021 року № 12-р Головою Державної регуляторної служби України призначено Кучера Олексія Володимировича.
Розпорядженням КМУ від 11 жовтня 2021 року №1230-р з 13 жовтня 2021 року Головою Державної регуляторної служби України строком на п’ять років, за результатами проходження конкурсного відбору призначено Кучера Олексія Володимировича.